# Morros
Morros là một đô thị thuộc bang Maranhão, Brasil. Đô thị này có diện tích 1715,325 km², dân số năm 2007 là 13608 người, mật độ 7,93 người/km².